# Syconycteris australis
Syconycteris australis är en däggdjursart som först beskrevs av Peters 1867.  Syconycteris australis ingår i släktet Syconycteris och familjen flyghundar. IUCN kategoriserar arten globalt som livskraftig.
Inga underarter finns listade i Catalogue of Life. Wilson & Reeder (2005) skiljer mellan sju underarter.

## Utseende
Arten når en absolut längd av 40 till 60 mm och en vikt av 19 till 20,5 g. Den saknar svans och har en vingspann av 72 till 93 mm. På ovansidan förekommer ljusbrun till rödbrun päls och undersidan är allmänt ljusare. Huvudet kännetecknas av stora svarta ögon samt av långa avrundade öron. Liksom hos andra flyghundar påminner nosens form om hundens nos. På spetsen av den långa tungan finns papiller som liknar små borstar för att slicka nektar och pollen. Förutom könsorganen är inga yttre skillnader mellan hannar och honor kända.

## Utbredning
Denna flyghund förekommer på Nya Guinea, i östra Australien och på flera ögrupper i samma region. Arten vistas i låglandet och i bergstrakter upp till 3000 meter över havet. Habitatet varierar mellan skogar, träskmarker och hedområden med glest fördelade träd.

## Ekologi
Individerna vilar i den täta växtligheten där de bildar kolonier (gäller Australien). Per kull föds en unge eller tvillingar. Utanför Australien är ensam vilande exemplar eller mindre flockar mera vanliga. Syconycteris australis är mycket rörligt under flyget och den kan äta medan den håller sig i luften. Under årets kalla årstider intar flyghunden ibland ett stelt tillstånd (torpor) för att spara energi. Flyget sker vanligen vid skogens kanter men ibland flyger arten upp till 5,8 km över öppna landskap. I motsats till de flesta andra flyghundar kompletteras födan av nektar och pollen inte med frukter eller med andra växtdelar.
Parningen sker under våren och hösten och sedan är honan 3,5 till 4 månader dräktig. Ungen diar sin mor 6 till 8 veckor. Honor blir efter 6 till 8 månader könsmogna och hannar kan para sig efter ett år. Exemplar som hölls i fångenskap levde 2 till 6 år. Antagligen har arten i naturen bättre förutsättningar och ett längre liv.